# 田中元子
田中 元子（たなか もとこ、1975年 - ）日本の起業家。株式会社グランドレベルの代表取締役社長。

## 来歴
1975年、茨城県生まれ。実家は開業医。江戸川学園取手中学校・高等学校卒業。医学部に合格するも家出。東京で生活する中で、スペイン人建築家カンポ・バエザの書籍に出会い、建築に惹かれる。以後、独学で建築を学ぶ。1999年、表参道に建っていた同潤会青山アパートの再生プロジェクト「DO+ project」を共同主宰。アパート内のギャラリーでのゲリラ的展覧会がきっかけとなり、多くのメディアで取り上げられた。その後、1年間のロンドン生活を経て、大西正紀と共に「建築やデザインを社会へ開き、よりよい世界をつくっていく」をコンセプトに活動するクリエイティブユニットmosaki（モサキ）を共同設立。建築やデザインなどの専門分野と一般の人々とをつなぐための建築コミュニケーター・ライターとして、主にメディアやプロジェクトづくりを行う。2010年よりワークショップ「けんちく体操」を行うチームけんちく体操に参加。2013年日本建築学会教育賞（教育貢献）を受賞。2012年のドイツ・バウハウス大学、2014年の南アフリカ・ダーバンでの開催など、世界にも活動を広げ、2020年現在、ワークショップの総開催回数は100を越えた。
2014年よりダイレクトにまちや都市、ひとに関わるプロジェクトに重点をシフトさせる。2014年、毎号２万字インタビューを３万部印刷し、全国の建築系教育機関等へ無料配布する建築タブロイドマガジン『awesome!』を創刊。同年、「トランスアーツトーキョー2014」の一環として、都会のど真ん中に３日間だけのキャンプ場を出現させる「アーバンキャンプトーキョー」を企画・運営（協同）。2015年、「パーソナル屋台」プロジェクト始動。都内のさまざまなまちの軒先にオリジナル屋台を出没させ、まちを行き交う人々に「フリーコーヒー」を振る舞うことを趣味として行いはじめる。同時に、個人でも公共的な存在となれる「マイパブリック」という概念を提唱。趣味として個人が小さな屋台を持ちまちに出ることで、まち・パブリック・コミュニティを楽しみながら問い直すワークショップを全国で開催している。
2016年、「1階づくりはまちづくり」をモットーとした株式会社グランドレベルを設立。2018年、ランドリー機能を備えた「まちの家事室」を持つ喫茶店「喫茶ランドリー」を墨田区千歳にオープンした。“私設公民館”を目指した１階づくりのプロトタイプとしての役割も果たし、以後「喫茶ランドリー」のような場所をつくるプロジェクトは全国へと広がりをみせはじめた。 2020年、「喫茶ランドリー」の理念を継承しつつも、さまざまな機能・サービスを持つスペースたちを総称して「喫茶ランドリーグループ」と名付けた。
群馬県第16次群馬県総合計画策定懇談会委員（2019-2020）、東京トラムタウン構想委員会委員（2019-）も務める。

## 主なプロジェクト
- 2020年 マックスバリュおゆみ野店（千葉県）企画・設計・運営サポート
- 2020年 ハタメキ（江東区・清澄白河）企画・設計・運営サポート
- 2020年 谷一cafe（福岡市）企画・設計・運営サポート
- 2019年 喫茶ランドリー ホシノタニ団地（神奈川県座間市）企画・設計・運営
- 2019年 和光市「市庁舎にぎわいプラン」基本計画策定支援業務（埼玉県和光市）企画・設計・ワークショップ
- 2019年 資源ごみ回収コミュニティステーション「こみすて」（奈良県生駒市）設計・コミュニティ活性化サポート
- 2019年 とかちのやりたい実現カフェ「LAND」（北海道帯広市）企画・設計[3]
- 2019年 TOKYO BENCH PROJECT 2019-2021（東京都中央区）企画・設計・運営
- 2019年 喫茶ランドリー 宮崎台（神奈川県川崎市）企画・設計[4]
- 2019年 シブヤキャスト周年祭「READABLE!!!」（東京都渋谷区）企画・運営
- 2019年 市民100人で考える『十勝ドリームマップ2019』（北海道帯広市）企画・運営
- 2018年 資源ごみ回収コミュニティステーション「めぐるステーション」（宮城県南三陸町）設計・コミュニティ活性化サポート
- 2018年 喫茶ランドリー（東京都墨田区）企画・設計・運営
- 2017年 神田ベンチプロジェクト（東京都千代田区）企画・運営[5]
- 2017年 シブヤパブリックサーカス（東京都渋谷区）企画・運営
- 2016年 ミノハテラス コミュニティ活性化プロジェクト（大阪府箕面市）企画・運営
- 2014年 アーバン キャンプ トーキョー（東京都千代田区ほか）企画・運営
- 2014年 パーソナル屋台プロジェクト（全国）企画・運営

## 喫茶ランドリーグループ
- 喫茶ランドリー本店（東京都墨田区｜運営：グランドレベル）[6][7]
- 喫茶ランドリー宮崎台（神奈川県川崎市｜運営：ティップネス宮崎台）
- 喫茶ランドリーホシノタニ団地（神奈川県座間市｜運営：グランドレベル、サポート：小田急不動産）[8][9]
- ハタメキ（東京都江東区｜運営：個人オーナー）[10]
- 谷一café（福岡市｜運営：個人オーナー）[11]

## 受賞歴
- 2013年 日本建築学会教育賞[教育貢献]（けんちく体操）[12]。
- 2018年 グッドデザイン賞 ベスト100（喫茶ランドリー）[13]。
- 2018年 グッドデザイン賞 特別賞グッドフォーカス賞 [地域社会デザイン]（喫茶ランドリー）[13] 。
- 2018年 リノベーション・オブ・ザ・イヤー2018 無差別級最優秀賞（喫茶ランドリー）

## 著書
単書
- 『建築家が建てた妻と娘のしあわせな家』（エクスナレッジ）2014年8月2日
- 『マイパブリックとグランドレベル』（晶文社）2017年12月6日 ISBN 9784794969828

## 出演講演・トークイベント
- 「TEDxFulbrightTokyo 2019」My Public and Ground Level マイパブリックとグランドレベル